# Raksha Bandhan (film)
 (juillet 2022).
Si vous disposez d'ouvrages ou d'articles de référence ou si vous connaissez des sites web de qualité traitant du thème abordé ici, merci de compléter l'article en donnant les références utiles à sa vérifiabilité et en les liant à la section « Notes et références ».
Ne doit pas être confondu avec Raksha bandhan.
Pour plus de détails, voir Fiche technique et Distribution.
Raksha Bandhan est une comédie dramatique indienne réalisée par Aanand L. Rai et sortie en 2022.

## Fiche technique
- Titre original : Raksha Bandhan
- Réalisation : Aanand Rai
- Scénario : Himanshu Sharma et Kanika Dhillon[1]
- Musique : Himesh Reshammiya
- Décors :
- Costumes : Ankita Jha
- Photographie : K. U. Mohanan
- Montage : Hemal Kothari et Prakash Chandra Sahoo
- Production : Aanand L. Rai
  - Coproducteur : Vedant Baali et Kanupriya
  - Producteur exécutif : Nitin Dalvi et Ravi Sarin
  - Producteur superviseur : Sonam Budha Sharmaa
  - Producteur délégué : Shashikant Sinha et Ashish Tandel
- Sociétés de production : Colour Yellow Pictures, Cape of Good Films et Zee Studio
- Société de distribution : Night ed Films
- Pays de production :  Inde
- Langues originales : hindi
- Format : couleur — 2,35:1
- Genre : Comédie dramatique
- Durée : 150 minutes
- Dates de sortie :
  - Inde : 11 août 2022
  - France : 11 août 2022

## Distribution
- Akshay Kumar
- Bhumi Pednekar
- Sahil Mehta
- Sadia Khateeb
- Sahejmeen Kaur
- Deepika Khanna
- Smrithi Srikanth
- Seema Pahwa